# Konwencja o prawach osób niepełnosprawnych
     Państwa, które podpisały i ratyfikowały Konwencję
     Państwa, które podpisały Konwencję, ale jej nie ratyfikowały

Państwa, które podpisały i ratyfikowały Konwencję
Państwa, które podpisały Konwencję, ale jej nie ratyfikowały

Konwencja o prawach osób niepełnosprawnych – umowa międzynarodowa ONZ dotycząca praw człowieka, której celem jest ochrona praw i godności osób niepełnosprawnych. Strony Konwencji są zobowiązane do promowania, ochrony i zapewnienia pełnego korzystania z praw człowieka przez osoby niepełnosprawne oraz zapewnienia im pełnej równości na mocy prawa. Konwencja posłużyła jako główny katalizator w globalnym ruchu, który od postrzegania osób niepełnosprawnych jako beneficjentów akcji charytatywnych, leczenia i społecznej ochrony w kierunku postrzegania ich jako równych członków społeczeństwa objętych prawami człowieka. Jest to również jedyny instrument ONZ w dziedzinie praw człowieka o wyraźnym zamiarze zrównoważonego rozwoju. Konwencja ta jest pierwszym traktatem o prawach człowieka podpisanym w XXI wieku.
Tekst został przyjęty przez Zgromadzenie Ogólne Organizacji Narodów Zjednoczonych 13 grudnia 2006 roku i otwarty do podpisu 30 marca 2007 roku. Po ratyfikacji przez dwudziestą stronę Konwencja weszła w życie 3 maja 2008 roku. Według stanu z października 2018 roku Konwencję podpisały i ratyfikowały 172 państwa, w tym Unia Europejska (która ratyfikowała ją 23 grudnia 2010 roku jako wszystkie jej państwa członkowskie). Konwencja jest monitorowana przez Komitet Praw Osób Niepełnosprawnych.
Konwencja została spisana w 6 językach miarodajnych: angielskim, arabskim, chińskim, francuskim, hiszpańskim i rosyjskim (art. 50). Depozytariuszem jest Sekretarz Generalny ONZ (art. 41).
Polska podpisała i ratyfikowała Konwencję, natomiast nie ratyfikowała Protokołu Fakultatywnego.

## Streszczenie[5][6]
Konwencja nawiązuje do tradycji prawa cywilnego – ma preambułę, w której przytacza się zasadę, że wszystkie prawa człowieka są uniwersalne, niepodzielne, współzależne, i wzajemnie powiązane Deklaracji Wiedeńskiej i Programu Działania Światowej Konferencji Praw Człowieka w Wiedniu. Zawiera 50 artykułów.
Artykuł 1 definiuje cel Konwencji: popieranie, ochrona i zapewnienie pełnego i równego korzystania ze wszystkich praw człowieka i podstawowych wolności przez wszystkie osoby niepełnosprawne oraz popieranie poszanowania ich przyrodzonej godności.
Artykuły 2 i 3 zawierają definicje takie jak komunikacja, w tym alfabet Braille’a, język migowy, dyskryminacja ze względu na niepełnosprawność, racjonalne usprawnienia i uniwersalne projektowanie, a także określają zasady ogólne Konwencji.
Artykuły 4-32 określają prawa osób niepełnosprawnych oraz obowiązki państw-stron wobec nich. Wiele z tych praw zostało już zatwierdzonych w innych konwencjach ONZ, takich jak Międzynarodowy pakt praw obywatelskich i politycznych, Międzynarodowy pakt praw gospodarczych, społecznych i kulturalnych, Konwencja w sprawie zakazu stosowania tortur, ale z konkretnymi zobowiązaniami gwarantującymi, że mogą one być w pełni realizowane wobec osób niepełnosprawnych.
Prawa szczególne wynikające z tej Konwencji obejmują między innymi prawo do dostępności (art. 9), prawo równości i niedyskryminacji (art. 5), dostępu do wymiaru sprawiedliwości (art. 13), do samodzielnego życia i bycia włączonym do społeczności (art. 19), do mobilności (art. 20), rehabilitacji (art. 26), pracy i zatrudnienia (art. 27), a także udziału w życiu politycznym i publicznym (art. 29) i życiu kulturalnym, rekreacji, wypoczynku i sporcie (art. 30). Artykuły 33-39 regulują sprawozdawczość i monitorowanie Konwencji przez krajowe instytucje praw człowieka (art. 33) oraz ustanawiają komitet do spraw praw osób niepełnosprawnych (art. 34).
Artykuły 40-50 regulują ratyfikację, wejście w życie, a także formy dostępne dla osób niepełnosprawnych.

## Treść Konwencji
Konwencja opiera się na ośmiu zasadach przewodnich:
- poszanowanie nieodłącznej godności, autonomii jednostki, w tym wolności dokonywania własnych wyborów, oraz niezależności

- niedyskryminacja

- pełny i efektywny udział oraz integracja społeczna

- poszanowanie różnic i akceptacja osób niepełnosprawnych jako części ludzkiej różnorodności i człowieczeństwa

- równość szans

- dostępność

- równość mężczyzn i kobiet

- poszanowanie zmieniających się możliwości dzieci z niepełnosprawnością i poszanowanie prawa niepełnosprawnych dzieci do zachowania ich tożsamości[6].

### Definicja niepełnosprawności
Artykuł 2 (Definicje) nie zawiera definicji niepełnosprawności. Konwencja przyjmuje model społeczny niepełnosprawności, ale nie przedstawia konkretnej definicji. W preambule Konwencji (e) wyjaśniono, iż:
niepełnosprawność jest pojęciem ewoluującym i że niepełnosprawność wynika z interakcji między osobami z dysfunkcjami a barierami wynikającymi z postaw ludzkich i środowiskowymi, które utrudniają tym osobom pełny i skuteczny udział w życiu społeczeństwa, na zasadzie równości z innymi osobami
Artykuł 1 (Cel) wyjaśnia, iż:
Do osób niepełnosprawnych zalicza się te osoby, które mają długotrwale naruszoną sprawność fizyczną, umysłową, intelektualną lub w zakresie zmysłów co może, w oddziaływaniu z różnymi barierami, utrudniać im pełny i skuteczny udział w życiu społecznym, na zasadzie równości z innymi osobami.
Jednakże użycie terminu zalicza się nie powinno być interpretowane jako wykluczające tych, którzy mają naruszoną sprawność przez krótkotrwały czas.

### Zasada racjonalnych usprawnień
Konwencja definiuje racjonalne usprawnienia jako konieczne i odpowiednie zmiany i dostosowania, nie nakładające nieproporcjonalnego lub nadmiernego obciążenia, jeśli jest to potrzebne w konkretnym przypadku, w celu zapewnienia osobom niepełnosprawnym możliwości korzystania z wszelkich praw człowieka i podstawowych wolności oraz ich wykonywania na zasadzie równości z innymi osobami.

### Prewencja dyskryminacji ze względu na niepełnosprawność
Artykuł 8 mówi o zobowiązaniu się państw stron do skutecznych działań mających na celu podnoszenia świadomości społeczeństwa w sprawach dotyczących osób niepełnosprawnych, zwalczania stereotypów, uprzedzeń i szkodliwych praktyk wobec osób niepełnosprawnych we wszystkich dziedzinach życia, a także do promowania wiedzy o zdolnościach i wkładzie osób niepełnosprawnych do społeczeństwa.

### Dostępność
Konwencja podkreśla, że osoby z niepełnosprawnościami powinny mieć możliwość niezależnego życia i pełnego uczestnictwa we wszystkich aspektach życia. W tym celu państwa strony powinny podjąć odpowiednie środki, aby zapewnić im dostęp do środowiska, transportu, usług i urządzeń teleinformatycznych oraz dostęp do innych usług i urządzeń publicznie dostępnych. Dostępność można podzielić na trzy grupy:
- dostępność fizyczna

- dostępność usług

- dostępność do komunikacji i informacji[6].

### Sytuacje zagrożenia i sytuacje wymagające pomocy humanitarnej
Artykuł 11 mówi o tym, iż państwa-strony podejmą, zgodnie ze swoimi zobowiązaniami wynikającymi z prawa międzynarodowego, w tym międzynarodowego prawa humanitarnego oraz międzynarodowego prawa praw człowieka, wszelkie niezbędne środki w celu zapewnienia ochrony i bezpieczeństwa osób z niepełnosprawnościami w sytuacjach zagrożenia, w tym w trakcie trwania konfliktu zbrojnego, w sytuacjach wymagających pomocy humanitarnej i w przypadku klęsk żywiołowych.

### Równość wobec prawa
Artykuł 12 Konwencji określa, iż państwa strony potwierdzają, że osoby z niepełnosprawnościami mają prawo do uznania ich za podmioty prawa, mają zdolność prawną, na zasadzie równości z innymi osobami we wszystkich aspektach życia, podejmą odpowiednie środki w celu zapewnienia osobom z niepełnosprawnościami dostępu do wsparcia, którego mogą potrzebować przy korzystaniu ze zdolności prawnej, a także zagwarantują, że wszelkie środki związane z korzystaniem ze zdolności prawnej obejmować będą skuteczne i odpowiednie zabezpieczenia w celu zapobiegania nadużyciom, zgodnie z międzynarodowym prawem praw człowieka.
Państwa, które ratyfikowały Konwencję, zobowiązały się również do podjęcia wszelkich efektywnych środków w celu zapewnienia równego traktowania osób z niepełnosprawnościami do kontroli własnych spraw finansowych, do posiadania i dziedziczenia własności oraz do jednakowego dostępu do pożyczek bankowych, hipotecznych i innych form kredytów, a także zapewnią, że osoby z niepełnosprawnościami nie będą samowolnie pozbawione własności.

### Dostęp do wymiaru sprawiedliwości
Artykuł 13 Konwencji potwierdza efektywny dostęp osób z niepełnosprawnościami do wymiaru sprawiedliwości, stwierdzając, iż:
Państwa strony zapewnią osobom niepełnosprawnym, na zasadzie równości z innymi osobami, skuteczny dostęp do wymiaru sprawiedliwości, w tym poprzez wprowadzenie dostosowań proceduralnych i dostosowań odpowiednich do ich wieku, w celu ułatwienia skutecznego udziału, bezpośrednio lub pośrednio, zwłaszcza jako świadków, we wszelkich postępowaniach prawnych, w tym na etapie śledztwa i innych form postępowania przygotowawczego, a także, że państwa, które ratyfikowały Konwencję, będą popierać odpowiednie szkolenia osób pracujących w wymiarze sprawiedliwości, w tym w policji i więziennictwie.

### Prawo do edukacji
Konwencja stanowi, iż osobom niepełnosprawnym należy zagwarantować prawo do edukacji na wszystkich poziomach, niezależnie od wieku, bez dyskryminacji i na zasadzie równych szans.
Państwa, które ratyfikowały Konwencję, zobowiązały się zapewnić, że:
- dzieci niepełnosprawne nie są wykluczone z bezpłatnej i obowiązkowej edukacji w szkole podstawowej lub średniej;

- dorosłe osoby z niepełnosprawnościami mają dostęp do szkolnictwa wyższego, kształcenia zawodowego, oraz innych form kształcenia wyrażonych w Konwencji[6];

Państwa te powinny podjąć odpowiednie środki, takie jak:
- wspieranie uczenia się alfabetu Braiile’a, alternatywnych i wspomagających metod komunikacji oraz umiejętności orientacji i mobilności, a także ułatwianie wzajemnego wsparcia i mentoringu;

- wspieranie nauki języka migowego i promowanie tożsamości językowej społeczności osób niesłyszących;

- propagowanie kształcenia, w szczególności dzieci, które są niewidome i/lub niesłyszące, w najbardziej odpowiednich dla danej osoby językach i środkach komunikacji;

- zatrudnienie nauczycieli, w tym nauczycieli z niepełnosprawnościami, którzy posiadają kwalifikacje w zakresie języka migowego i/lub alfabetu Braille’a, oraz szkolenie osób zawodowo zajmujących się edukacją w zakresie świadomości tematyki niepełnosprawności, korzystania z technik i materiałów edukacyjnych w celu wspierania osób z niepełnosprawnościami[6].

### Prawo do korzystania z opieki zdrowotnej
Konwencja stanowi, że państwa-strony uznają, iż osoby z niepełnosprawnościami mają prawo do osiągnięcia najwyższego możliwego poziomu stanu zdrowia, bez dyskryminacji ze względu na niepełnosprawność, a także zapewnią im taki sam jak w przypadku innych osób zakres, jakość i standard opieki zdrowotnej i programów zdrowotnych, w tym w zakresie zdrowia seksualnego i prokreacyjnego, jak również zapewnią im te usługi zdrowotne, które są im potrzebne, szczególnie ze względu na ich niepełnosprawność, w tym wczesne rozpoznawanie i leczenie, a także usługi mające na celu ograniczenie i zapobieganie pogłębianiu się niepełnosprawności, w tym u dzieci i osób starszych, a także zagwarantują świadczenie usług opieki zdrowotnej możliwie blisko ich społeczności, w których żyją osoby z niepełnosprawnościami, w tym na obszarach wiejskich i będą zapobiegać przypadkom odmowy udzielenia, ze względu na niepełnosprawność, opieki i usług zdrowotnych, albo pożywienia i płynów.

### Ochrona integralności osobistej
Artykuł 17 stanowi, iż każda osoba niepełnosprawna ma prawo do poszanowania jej integralności fizycznej i psychicznej, na zasadzie równości z innymi osobami.

### Poszanowanie domu i rodziny, prawo do adopcji dzieci
Artykuł 23 stanowi, iż państwa, które ratyfikowały Konwencję podejmą skuteczne i odpowiednie środki w celu likwidacji dyskryminacji osób z niepełnosprawnościami we wszystkich sprawach dotyczących małżeństwa, rodziny, rodzicielstwa i związków, na zasadzie równości z innymi osobami, w taki sposób, by zapewnić między innymi uznanie prawa osób z niepełnosprawnościami do podejmowania odpowiedzialnych i swobodnych decyzji o liczbie i czasie urodzenia dzieci oraz do dostępu do dostosowanych do wieku edukacji i informacji dotyczących prokreacji i planowania rodziny, jak również do środków niezbędnych do korzystania z tych praw, a także do zachowania zdolności rozrodczych przez osoby z niepełnosprawnościami, w tym przez dzieci, na zasadzie równości z innymi osobami. Państwa-strony zobowiązały się do likwidacji barier w zakresie adopcji dzieci przez osoby niepełnosprawne.

### Odpowiednie warunki życia i ochrona społeczna
Artykuł 28 wymaga, aby państwa, które ratyfikowały Konwencję, uznały prawo osób niepełnosprawnych do odpowiedniego poziomu życia dla nich samych i ich rodzin, w tym do odpowiedniego wyżywienia, odzieży i mieszkań, oraz do ciągłej poprawy warunków życia, a także podjęły odpowiednie kroki w celu ochrony i wspierania realizacji tych praw bez dyskryminacji ze względu na niepełnosprawność.

### Praca i zatrudnienie
Artykuł 27 wymaga, aby państwa uznały prawo osób niepełnosprawnych do pracy, na równych zasadach z innymi osobami; prawo to obejmuje możliwość utrzymania się z pracy swobodnie wybranej lub zaakceptowanej na rynku pracy i w środowisku pracy, które jest otwarte, integracyjne i dostępne dla osób z niepełnosprawnościami, a także do zakazu dyskryminacji ze względu na niepełnosprawność w odniesieniu do wszystkich kwestii dotyczących wszelkich form zatrudnienia, kontynuacji zatrudnienia, rozwoju kariery zawodowej oraz bezpiecznych, zdrowych i sprawiedliwych warunków pracy, w tym równych szans i równego wynagrodzenia za pracę o jednakowej wartości, ochrony przed molestowaniem oraz odszkodowania za krzywdę, jak również do zapewnienia osobom niepełnosprawnym możliwości korzystania z praw pracowniczych i związkowych na równych zasadach z innymi osobami.
Państwa zobowiązały się do promowania możliwości samozatrudnienia, przedsiębiorczości, zakładania własnej działalności gospodarczej, do nabywania przez osoby z niepełnosprawnościami doświadczenia zawodowego na otwartym rynku pracy, utrzymania zatrudnienia i powrotu do pracy, a także do pomocy w znalezieniu, uzyskaniu, utrzymaniu i powrocie do pracy oraz zapewnienia racjonalnych usprawnień w miejscu pracy.

### Udział w życiu politycznym i publicznym
Artykuł 29 wymaga, aby państwa-strony zagwarantowały osobom z niepełnosprawnościami prawa polityczne i możliwość korzystania z nich na zasadzie równości z innymi osobami, włączając w to prawo i możliwość korzystania z czynnego i biernego prawa wyborczego oraz zobowiązały się do:
- aktywnego promowania środowiska, w którym osoby z niepełnosprawnościami będą mogły skutecznie i w pełni uczestniczyć w kierowaniu sprawami publicznymi, bez dyskryminacji i na zasadzie równości z innymi osobami, oraz zachęcania ich do udziału w sprawach publicznych, w tym do działalności w partiach politycznych i zarządzania nimi[6],

- ochrony praw osób z niepełnosprawnościami o tajnego głosowania w wyborach i referendach publicznych bez zastraszania, a także do kandydowania w wyborach, efektywnego sprawowania urzędu i pełnienia wszelkich funkcji publicznych na wszystkich szczeblach rządzenia, ułatwiania korzystania ze wspomagających i nowych technologii tam, gdzie to właściwe[6].

## Zastrzeżenia
Wiele państw zgłosiło zastrzeżenia i oświadczenia interpretacyjne dotyczące stosowania Konwencji:
- Malta i Polska interpretują prawo do opieki zdrowotnej określone w Artykule 25. Konwencji jako niedające prawa do aborcji.

- Malta ponadto zastrzega sobie również prawo do dalszego stosowania własnych przepisów wyborczych dotyczących dostępności i pomocy.

- Wielka Brytania zgłosiła zastrzeżenia dotyczące między innymi prawa do edukacji i ubezpieczeń społecznych.

- Japonia oświadczyła, że art. 23 ust. 4 Konwencji jest w kraju interpretowany w ten sposób, że nie ma zastosowania w przypadku, zgodnie z prawem imigracyjnym, gdy dziecko jest oddzielone od rodziców w wyniku deportacji.

## Protokół fakultatywny
Państwa, które podpisały i ratyfikowały Protokół Fakultatywny
     Państwa, które podpisały Protokół Fakultatywny, ale go nie ratyfikowały
     Państwa, które nie podpisały Protokołu Fakultatywnego

Państwa, które podpisały i ratyfikowały Protokół Fakultatywny
Państwa, które podpisały Protokół Fakultatywny, ale go nie ratyfikowały
Państwa, które nie podpisały Protokołu Fakultatywnego

Protokół fakultatywny do Konwencji o Prawach Osób Niepełnosprawnych jest porozumieniem dodatkowym do Konwencji, które pozwala jej stronom na uznanie kompetencji Komitetu Praw Osób Niepełnosprawnych (ang. Committee on the Rights of Persons with Disabilities), który rozpatruje skargi indywidualne przez osoby, które twierdzą, że są ofiarami naruszenia przez państwo-stronę postanowień Konwencji. Według stanu z grudnia 2018 roku, protokół ten posiada 93 sygnatariuszy. Polska nie podpisała Protokołu Fakultatywnego, w związku z czym skargi kierowane przez Polaków nie są rozpatrywane przez ten Komitet. Rzecznik Praw Obywatelskich Adam Bodnar w 2016 roku zwrócił się do premier Beaty Szydło do podpisania Protokołu; według informacji uzyskanych od minister rodziny, pracy i polityki społecznej, Marleny Maląg w 2022 roku, Polska - jako jedna z niewielu krajów w Unii Europejskiej - nie planowała ratyfikacji tegoż Protokołu.